# Bökelbergstadion
Das Bökelbergstadion, kurz Bökelberg, war ein Fußballstadion im heutigen Stadtteil Eicken der nordrhein-westfälischen Stadt Mönchengladbach. Es war bis zum Ende der Bundesliga-Saison 2003/04 die Heimspielstätte des Fußballvereins Borussia Mönchengladbach.

## Geschichte
1914 erwarb Borussia Mönchengladbach ein Gelände an der Bökelstraße auf 61 m ü. NN. Die geplanten Arbeiten am Stadion konnten jedoch nicht mehr begonnen werden, da der Erste Weltkrieg ausbrach. Allerdings wurden die Arbeiten am Stadion schon 1919 wieder aufgenommen. Zu dieser Zeit hieß der Platz noch „dä Kull“, da das Gelände vorher eine Kiesgrube gewesen war.
Am 20. September 1919 wurde die Anlage unter dem Namen „Westdeutsches Stadion“ eingeweiht. Während des Zweiten Weltkrieges wurden große Teile zerstört. 1952 begann man mit dem Wiederaufbau und Ausbau; allerdings konnten die ehrgeizigen Pläne nicht umgesetzt werden, da Borussia Mönchengladbach als Eigentümer bei der Stadt so hohe Schulden hatte, dass das Stadion 1956 der Stadt überlassen werden musste.
Erst 1960 veränderte sich die Situation, als die Borussia den DFB-Pokal gewann und die Stadt danach in die Spielstätte investierte. Die Sportstätte bekam 32.000 Plätze, die meisten davon Stehplätze. Seit dieser Zeit wurde das Stadion „Bökelbergstadion“ genannt. Die Namensgebung geht auf Wilhelm August Hurtmanns, einen Autor der Rheinischen Post zurück, der mit dem Bökelberg ein Synonym für das Stadion an der Bökelstraße im Mönchengladbacher Stadtteil Eicken erschuf.
Am 3. April 1971 ereignete sich der Pfostenbruch vom Bökelberg und führte zum Austausch aller Holztore in der Bundesliga gegen neue aus Aluminium.

## Umbau
1962 gab es einen ersten kompletten Umbau im Bökelbergstadion. Drei Seiten wurden dabei mit festen Rängen gebaut, während die Ostseite mit einer Stahlrohrtribüne versehen wurde. Im Frühjahr 1966 bekam die bisherige Westtribüne eine Überdachung und im August erhielt der Bökelberg eine Flutlichtanlage. Im Herbst 1969 begannen erste Planungen für einen Ausbau des Ostwalls, der aus einer „Erdwall-Konstruktion“ im Februar 1972 eingeweiht wurde. 1978 wurde die bisherige Haupttribüne komplett abgerissen und neugebaut. Die neue Tribüne war doppelstöckig und hing mit einer Seilverspannung an zwei neuen achteckigen Stahlplatten-Masten. Das bisherige alte Stadiondach schaffte es 1982 ins Guinness-Buch der Rekorde als einziges käufliches Stadiondach. Im Oktober 1978 waren die Arbeiten planmäßig abgeschlossen und die Tribüne wurde mit ihren 8722 Sitzplätzen eingeweiht. Dieser Umbau stellte die letzte Ausbaustufe des Stadions dar. Ein kompletter Umbau des Stadions scheiterte Anfang der 1990er am Widerstand der Anwohner.

## Die letzten Jahre
Aufgrund der Lage des Bökelbergstadions in einem Wohngebiet und damit wenige Optionen auf eine Erweiterung der Kapazität wurden alternative Standorte für einen Stadion-Neubau gesucht. Mit dem Nordpark wurde dieser Standort gefunden, da das Areal von der Rheinarmee nach deren Abzug 1996 nicht weiter als Material- und Fahrzeuglager benötigt wurde. Zwischen 2002 und 2004 wurde das neue Stadion für die Borussia gebaut. Am 22. Mai 2004 fand das letzte Bundesligaspiel im Bökelbergstadion statt. Borussia besiegte dabei den TSV 1860 München mit 3:1. Das letzte Tor in einem Bundesligaspiel im Bökelbergstadion erzielte Arie van Lent. Genau ein Jahr später, am 22. Mai 2005, fand das letzte Fußballspiel überhaupt im Bökelbergstadion statt. Die U23 Borussias besiegte in einem Meisterschaftsspiel der Oberliga Nordrhein den Bonner SC mit 5:0. Das letzte Tor erzielte René Schnitzler in der 86. Minute. Nach Abschluss der Bauarbeiten wurde das im Nordpark gelegene neue Stadion auf den Namen Borussia-Park getauft.

## Abriss
Bereits im Juni 2004 begann die Demontage des Bökelbergstadions. Zunächst hatten Fans die Möglichkeiten, Sitzschalen und anderes Inventar des Stadions zu ersteigern. Ab Dezember 2005 wurde dann das Bökelbergstadion abgerissen. Zuerst wurden Wellenbrecher, Verkaufsbuden und Sponsorenschilder entfernt. Die Sprengung der Haupttribüne am 7. März 2006 scheiterte zunächst. Man versuchte vergeblich, die beiden Füße der achteckigen Flutlichtmasten so zu sprengen, dass diese etwa vier Meter absacken und das Dach mit sich ziehen würden. Erst nachdem die Halteseile manuell durchtrennt worden waren, fiel die Tribüne dann um 15:22 Uhr mit einigen Stunden Verspätung. Am Vormittag des 2. August 2006 wurde der letzte Flutlichtmast gekippt. Er fiel wie geplant in die Mitte des Stadions.

## Heutige Nutzung des Geländes
Inzwischen wurde auf dem ehemaligen Gelände des Stadions eine Wohnsiedlung mit insgesamt siebzig ein- und zweigeschossigen Wohnhäusern angelegt. Dabei sind die Terrassen der ehemaligen Nord- und Südkurve sowie die der Haupttribüne erhalten geblieben und mittlerweile als öffentlicher Grünzug in das umgebende Wohngebiet integriert. Die frühere Stadionstruktur ist noch gut zu erkennen. Seit dem 2. Dezember 2019 erinnert hier eine Gedenkstätte an das Bökelbergstadion.

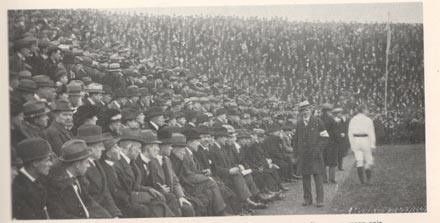
Westdeutsches Stadion um 1921
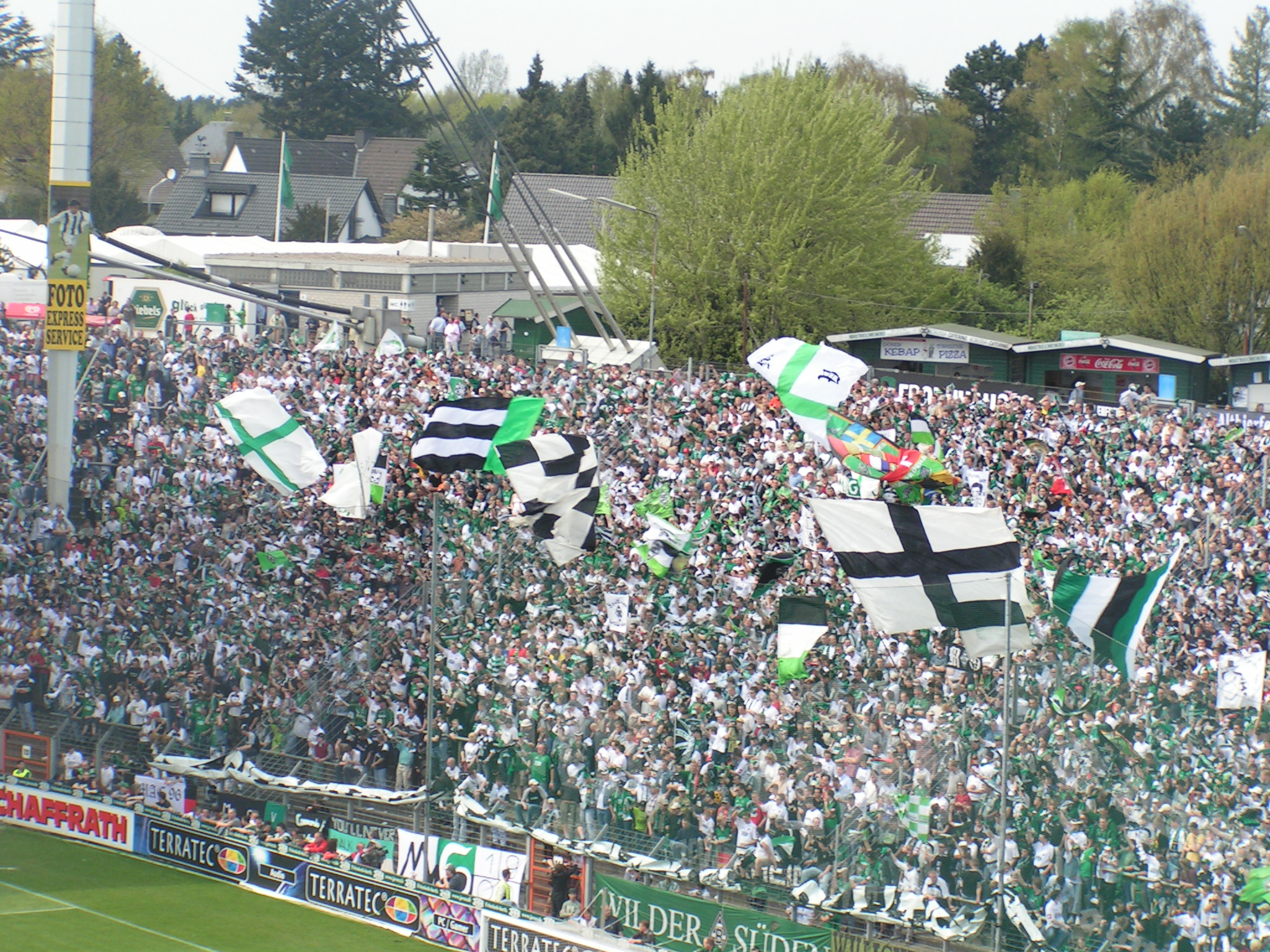
Die Nordkurve
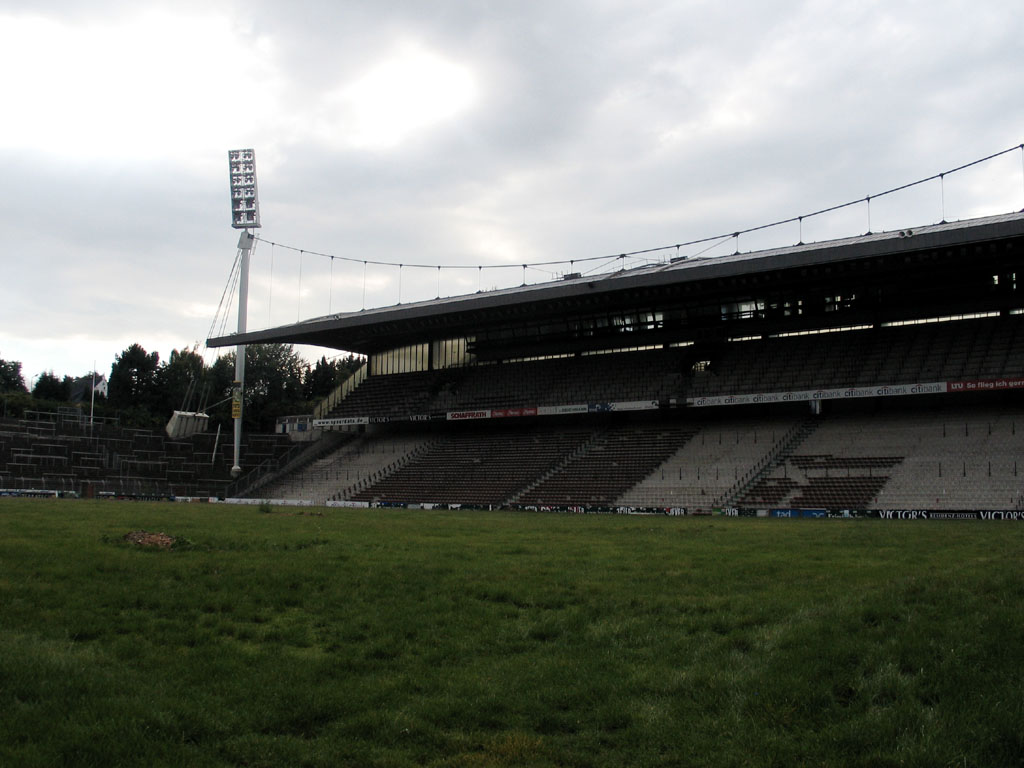
Oktober 2005, die Haupttribüne des Bökelbergstadions
Die leere Nordkurve am Bökelberg im Oktober 2005